# Beamer
Beamer je rozšiřující třída sázecího systému LaTeX, která umožňuje sázení prezentací. Práce s touto třídou je naprosto odlišná od tvorby prezentací v grafických „naklikávacích“ editorech. Stejně jako dokumenty v „čistém“ LaTeXu jsou i prezentace generovány ze zdrojového textu.
Dokument psaný za použití třídy Beamer je rozdělován na snímky, které mohou být zobrazovány jednotlivě na obrazovce či promítány dataprojektorem. Grafická úprava jednotlivých snímků se řídí podle zvoleného tématu. Díky propojení Beameru s pdfLaTeXem bývá často výstupem soubor formátu PDF.